# Timeless (Gustafsson-Adasiewicz-Album)
Timeless ist ein Jazzalbum von Mats Gustafsson und Jason Adasiewicz. Die am 1. Oktober 2017 im Experimental Sound Studio, Chicago entstandenen Aufnahmen erschienen 2018 auf dem Label Corbett vs Dempsey.

## Hintergrund
Der Vibraphonist Jason Adasiewicz, der in den Jahren zuvor in Chicago in den Ensembles von Amir ElSaffar, Christoph Erb, Keefe Jackson, Rob Mazurek, Dave Rempis und Jason Roebke gespielt hatte, traf 2017 erstmals mit dem Saxophonisten Mats Gustafsson zu seiner Session zusammen. Letzterer wurde in den letzten Jahren vor allem durch die Formationen Merzbow, The Thing und Fire! Orchestra bekannt.
Im Gespräch über dieses bevorstehende Treffen im Studio beschlossen die Musiker, neues Material füreinander zu komponieren. Die daraus resultierenden Stücke des Albums – zu denen auch ein Arrangement von „Timeless“ (vom gleichnamigen Album von 1976) gehört, das dessen Komponisten, dem im August 2017 verstorbenen Gitarristen John Abercrombie, gewidmet ist, zeigen eine deutlich unterschiedliche Seite beider Musiker, gekennzeichnet „durch die Kraft der Zurückhaltung“, hieß es in den Liner Notes.

## Titelliste
- Mats Gustafsson & Jason Adasiewicz: Timeless (Corbett vs Dempsey CVSDCD043)[3]

1. Time is Less 9:28
2. See Them Cold, But See Them Last 4:36
3. Dagger 4:10
4. A Fall They Call It 4:48
5. A Memory Is a Voice 6:50
6. Valerie 5:22
7. Timeless (John Abercrombie) 9:06

Wenn nicht anders vermerkt, stammen die Kompositionen von Mats Gustafsson und Jason Adasiewicz.

## Rezeption
Da man sich nirgendwo verstecken kann und in jedem Moment schnelles Denken und Präsenz erforderlich ist, kann das Duett eine riskante Angelegenheit sein, meint Dave Spicer (Jazzwise). Aber Gustafsson und Adasiewicz würden das gut machen. Tatsächlich liege in der Verletzlichkeit des Formats etwas, das die tiefsten musikalischen Persönlichkeiten der Künstler zum Vorschein bringt. Man könne dieses Gefühl der Reinheit in Adasiewicz’ schlichtem Vibraphonton erleben – einem Ton von klingenden Schönheit, die eine weitläufige Sensibilität des Saxophons fördere. Auf „Time Is Less“ kämen die beiden zu einer skelettartigen Unisono-Melodie zusammen, die einen gespenstischen Minimalismus suggeriert. In „Dagger“ schlüpfe Gustafsson in ein Blöken ähnlich wie Archie Shepp, das, wenn es von wogenden Schwingungen begleitet wird, unweigerlich an Shepps Arbeit mit Bobby Hutcherson in New Thing at Newport erinnere. Für „A Fall They Call It“ wechsle Adasiewicz zum Balafon: Mit einem trockenen, hölzernen Timbre und ohne Sustain erzeuge er schnelle, perkussive Pattern, über das Gustafsson kreischende Rufe in den oberen Registern versprüht.